# Paul Siewert
Paul Siewert (* 31. Mai 1870; † 16. November 1919 bei Mitau) war ein deutscher Kapitän zur See der Kaiserlichen Marine und Führer der Freikorpsvereinigung Deutsche Legion.

## Leben
Paul Siewert trat am 13. April 1889 als Kadett in die Kaiserliche Marine ein. Als Unterleutnant zur See kam er im April 1894 auf die Deutschland, wechselte aber Anfang Mai 1894 bereits wieder und kam auf die Wacht.
Als Kapitänleutnant war er in Vertretung von September bis November 1905 Kommandant der Nymphe. Von Oktober 1908 bis September 1909 war er Kommandant der Pfeil. Am 5. September 1911 erhielt er den Charakter als Fregattenkapitän und bekam dieser Dienstgrad am 22. März 1916 regulär.
1912 wurde er auf sein Gesuch hin mit der gesetzlichen Pension zur Disposition gestellt und Direktor des Navigationsressorts der Kaiserlichen Werft Wilhelmshaven. Bis Oktober 1914 war er Direktor des Navigationsressorts und wurde dann für einen Monat in den Stab der neu aufgestellten 2. Marine-Division kommandiert. Anschließend übernahm er bis Januar 1915 das Kommando über das II. Bataillon des Matrosen-Artillerie-Regiments 3 und war dann hier bis Februar 1917 Kommandant des I. Bataillons. Er wurde Kommandant des Matrosen-Regiments 3 bei der 3. Marine-Brigade bei der 2. Marine-Division. Am 29. Oktober 1918 wurde er mit dem Charakter als Kapitän zur See ausgezeichnet. Am 21. Februar 1919 wurde er aus der Marine verabschiedet.
Nach dem Krieg wurde er Führer des Regiments Baltenland, einem Freikorps. Als sich im August 1919 die Freikorps im Baltikum vereinigten, wurde er als Gründungsmitglied zum Führer der Deutschen Legion in Kurland gewählt. Der Divisionsstab hatte im September 1919 ca. 10.000 Mann. Das Hauptziel Siewerts war eine Bekämpfung des Bolschewismus; Siedlungspläne spielten im Gegensatz zur Eisernen Division keine Rolle. In einem „Aufruf der deutschen Freikorps an das deutsche Vaterland und alle Kulturvölker der Erde“, welcher unter anderem dem Reichswehrminister Gustav Noske überreicht wurde, waren diese Ansichten dargelegt. Bei Kämpfen mit der lettischen Armee starb er Mitte November 1919 bei Mitau. Als Führer der Deutschen Legion wurde er vom späteren Generalmajor und Mitglied des Reichstags Otto Wagener, welcher sein „Generalstabsoffizier“ gewesen war, abgelöst.
Bis Mitte Februar 1918 war er u. a. mit dem Roten Adlerorden 4. Klasse, dem Kronen-Orden 3. Klasse und dem Ritterkreuz des Königlichen Haus-Orden von Hohenzollern mit Schwertern ausgezeichnet worden.